# FA Women’s Super League
Women’s Super League – najwyższa w hierarchii klasa kobiecych ligowych rozgrywek piłkarskich w Anglii, będąca jednocześnie najwyższym szczeblem centralnym (I poziom ligowy), utworzona w 1991 roku i zarządzana najpierw przez Angielski Związek Piłki Nożnej (The FA), a od sezonu 2024/25 przez Women's Professional Leagues Limited (WPLL).   Zmagania w jej ramach toczą się cyklicznie (co sezon) systemem kołowym „jesień-wiosna” i przeznaczone są dla 12 najlepszych drużyn klubowych. Jej triumfator zostaje Mistrzem Anglii, zaś najsłabsze drużyny są relegowane do Women’s Championship (II ligi angielskiej).

## Historia
Mistrzostwa Anglii w piłce nożnej kobiet odbyły się po raz pierwszy w sezonie 1991/92. 8 drużyn startowało w Premier Division i 16 drużyn w dywizjach północnej i południowej. Rozgrywki organizowane przez Women’s Football Association (WFA), która powstała w listopadzie 1969 jako Ladies Football Association of Great Britain i prowadziła od sezonu 1970/71 turniej o nazwie Puchar WFA. W 1994 liga została zarządzana przez The FA i zmieniła nazwę na FA Women’s Premier League. Ogólnokrajowe ligowe rozgrywki o nazwie Women’s Super League rozpoczęły się w sezonie 2011. Szesnaście klubów ubiegało się o 8 miejsc w inauguracyjnym sezonie ligi: Arsenal, Birmingham City, Bristol Academy, Chelsea, Doncaster Rovers Belles, Everton, Lincoln Ladies, Liverpool. W sezonie 2014 utworzono drugą dywizję o nazwie FA WSL 2, w której zakwalifikowało się 9 drużyn i jeden spadkowicz z Superligi, która została przemianowana na FA WSL 1. Po sezonie 2017/18 nazwa WSL 1 została zmieniona z powrotem na FA Women’s Super League.

## Skład ligi w sezonie 2022/23
| Klub                   | Miasto     |
| ---------------------- | ---------- |
| Arsenal                | Londyn     |
| Aston Villa            | Birmingham |
| Brighton & Hove Albion | Brighton   |
| Chelsea                | Londyn     |
| Everton                | Liverpool  |
| Leicester City         | Leicester  |
| Liverpool              | Liverpool  |
| Manchester City        | Manchester |
| Manchester United      | Manchester |
| Reading                | Reading    |
| Tottenham Hotspur      | Londyn     |
| West Ham United        | Londyn     |

## Mistrzowie i pozostali medaliści
| Sezon                                                                                         | K | K | T  | Mistrz           | Wicemistrz           | III miejsce       | Br. | Król strzelców                    | Uwagi     |
| Pierwsza dywizja Ligi Krajowej WFA (ang. WFA National League Premier Division)                |   |   |    |                  |                      |                   |     |                                   |           |
| 1991/92                                                                                       |   |   | 1  | Doncaster Belles | Red Star Southampton | Wimbledon         | 36  | Karen Walker (Doncaster Belles)   | 8 klubów  |
| 1992/93                                                                                       |   |   | 1  | Arsenal          | Doncaster Belles     | Knowsley United   |     |                                   | 10 klubów |
| 1993/94                                                                                       |   |   | 2  | Doncaster Belles | Arsenal              | Knowsley United   |     |                                   | 10 klubów |
| Krajowa dywizja Pierwszej Ligi Kobiecej FA (ang. FA Women’s Premier League National Division) |   |   |    |                  |                      |                   |     |                                   |           |
| 1994/95                                                                                       |   |   | 2  | Arsenal W.F.C.   | Liverpool            | Doncaster Belles  |     |                                   | 10 klubów |
| 1995/96                                                                                       |   |   | 1  | Croydon          | Doncaster Belles     | Arsenal           |     |                                   | 10 klubów |
| 1996/97                                                                                       |   |   | 3  | Arsenal          | Doncaster Belles     | Croydon           | 21  | Joanne Broadhurst (Arsenal)       | 10 klubów |
| 1997/98                                                                                       |   |   | 1  | Everton          | Arsenal              | Doncaster Belles  |     |                                   | 10 klubów |
| 1998/99                                                                                       |   |   | 2  | Croydon          | Arsenal              | Doncaster Belles  |     |                                   | 10 klubów |
| 1999/00                                                                                       |   |   | 3  | Croydon          | Doncaster Belles     | Arsenal           |     |                                   | 10 klubów |
| 2000/01                                                                                       |   |   | 4  | Arsenal          | Doncaster Belles     | Charlton Athletic |     |                                   | 10 klubów |
| 2001/02                                                                                       |   |   | 5  | Arsenal          | Doncaster Belles     | Charlton Athletic |     |                                   | 10 klubów |
| 2002/03                                                                                       |   |   | 1  | Fulham           | Doncaster Belles     | Arsenal           |     |                                   | 10 klubów |
| 2003/04                                                                                       |   |   | 6  | Arsenal          | Charlton Athletic    | Fulham            |     |                                   | 10 klubów |
| 2004/05                                                                                       |   |   | 7  | Arsenal          | Charlton Athletic    | Everton           | 20  | Trudy Williams (Bristol Rovers)   | 10 klubów |
| 2005/06                                                                                       |   |   | 8  | Arsenal          | Everton              | Charlton Athletic | 18  | Kelly Smith (Arsenal)             | 10 klubów |
| 2006/07                                                                                       |   |   | 9  | Arsenal          | Everton              | Charlton Athletic | 29  | Lianne Sanderson (Arsenal)        | 12 klubów |
| 2007/08                                                                                       |   |   | 10 | Arsenal          | Everton              | Leeds United      | 25  | Lianne Sanderson (Arsenal)        | 12 klubów |
| 2008/09                                                                                       |   |   | 11 | Arsenal          | Everton              | Chelsea           | 25  | Kelly Smith (Arsenal)             | 12 klubów |
| 2009/10                                                                                       |   |   | 12 | Arsenal          | Everton              | Chelsea           | 17  | Kim Little (Arsenal)              | 12 klubów |
| Kobieca Super Liga FA (ang. FA Women’s Super League)                                          |   |   |    |                  |                      |                   |     |                                   |           |
| 2011                                                                                          |   |   | 13 | Arsenal          | Birmingham City      | Everton           | 14  | Rachel Williams (Birmingham City) | 8 klubów  |
| 2012                                                                                          |   |   | 14 | Arsenal          | Birmingham City      | Everton           | 11  | Kim Little (Arsenal)              | 8 klubów  |
| 2013                                                                                          |   |   | 1  | Liverpool        | Bristol Academy      | Arsenal           | 13  | Natasha Dowie (Liverpool)         | 8 klubów  |
| 1.Kobieca Super Liga FA (ang. FA Women’s Super League 1)                                      |   |   |    |                  |                      |                   |     |                                   |           |
| 2014                                                                                          |   |   | 2  | Liverpool        | Chelsea              | Birmingham City   | 8   | Karen Carney (Birmingham)         | 8 klubów  |
| 2015                                                                                          |   |   | 1  | Chelsea          | Manchester City      | Arsenal           | 12  | Beth Mead (Sunderland)            | 8 klubów  |
| 2016                                                                                          |   |   | 1  | Manchester City  | Chelsea              | Arsenal           | 9   | Eniola Aluko (Chelsea)            | 9 klubów  |
| Kobieca Super Liga FA (ang. FA Women’s Super League)                                          |   |   |    |                  |                      |                   |     |                                   |           |
| 2017/18                                                                                       |   |   | 2  | Chelsea          | Manchester City      | Arsenal           | 15  | Ellen White (Birmingham City)     | 10 klubów |
| 2018/19                                                                                       |   |   | 15 | Arsenal          | Manchester City      | Chelsea           | 22  | Vivianne Miedema (Arsenal)        | 11 klubów |
| 2019/20                                                                                       |   |   | 3  | Chelsea          | Manchester City      | Arsenal           | 16  | Vivianne Miedema (Arsenal)        | 12 klubów |
| 2020/21                                                                                       |   |   | 4  | Chelsea          | Manchester City      | Arsenal           | 21  | Sam Kerr (Chelsea)                | 12 klubów |
| 2021/22                                                                                       |   |   | 5  | Chelsea          | Arsenal              | Manchester City   | 20  | Sam Kerr (Chelsea)                | 12 klubów |

## Statystyka

### Klasyfikacja według klubów
W dotychczasowej historii Mistrzostw Anglii na podium oficjalnie stawało w sumie 13 drużyn. Liderem klasyfikacji jest Arsenal, który zdobył 15 tytułów mistrzowskich.
Stan na 1.05.2023.
| Lp. | Klub                                       | Miejsca na podium | Miejsca na podium | Miejsca na podium | Zwycięskie sezony                        |   |   | |
| --- | ------------------------------------------ | ----------------- | ----------------- | ----------------- | ---------------------------------------- | - | - | --- |
| Lp. | Klub                                       | 1.                | Arsenal           | 15                | Zwycięskie sezony                        | 4 | 9 | 1992/93, 1994/95, 1996/97, 2000/01, 2001/02, 2003/04, 2004/05, 2005/06, 2006/07, 2007/08, 2008/09, 2009/10, 2011, 2012, 2018/19 |
| 2.  | Chelsea                                    | 5                 | 2                 | 3                 | 2015, 2017/18, 2019/20, 2020/21, 2021/22 |   |   | |
| 3.  | Charlton Athletic (Croydon)                | 3                 | 2                 | 5                 | 1995/96, 1998/99, 1999/2000              |   |   | |
| 4.  | Doncaster Rovers Belles (Doncaster Belles) | 2                 | 7                 | 3                 | 1991/92, 1993/94                         |   |   | |
| 5.  | Liverpool (Knowsley United)                | 2                 | 1                 | 2                 | 2013, 2014                               |   |   | |
| 6.  | Everton                                    | 1                 | 5                 | 3                 | 1997/98                                  |   |   | |
| 7.  | Manchester City                            | 1                 | 5                 | 1                 | 2016                                     |   |   | |
| 8.  | Fulham                                     | 1                 | 0                 | 1                 | 2002/03                                  |   |   | |
| 9.  | Birmingham City                            | 0                 | 2                 | 1                 |                                          |   |   | |
| 10. | Bristol City (Bristol Academy)             | 0                 | 1                 | 0                 |                                          |   |   | |
| 10. | Red Star Southampton                       | 0                 | 1                 | 0                 |                                          |   |   | |
| 12. | Leeds United                               | 0                 | 0                 | 1                 | Leeds United Women F.C.                  |   |   | |
| 12. | Wimbledon                                  | 0                 | 0                 | 1                 |                                          |   |   | |

### Klasyfikacja według miast
Siedziby klubów: Stan na 1.05.2023.
| Miasto     | Liczba tytułów | Drużyny                                                      |
| ---------- | -------------- | ------------------------------------------------------------ |
| Londyn     | 24             | Arsenal (15), Chelsea (5), Charlton Athletic (3), Fulham (1) |
| Liverpool  | 3              | Liverpool (2), Everton (1)                                   |
| Doncaster  | 2              | Doncaster Rovers Belles (2)                                  |
| Manchester | 1              | Manchester City (1)                                          |

## Uczestnicy
Są 39 zespołów, które wzięli udział w 31 ligowych sezonach Mistrzostw Anglii, które były prowadzone od 1991/92 aż do sezonu 2022/23 łącznie. Żaden z klubów nie był zawsze obecny w każdej edycji.
Pogrubione zespoły biorące udział w sezonie 2022/23.
- 30 razy: Arsenal
- 27 razy: Everton
- 23 razy: Doncaster Rovers Belles, Liverpool
- 19 razy: Birmingham City
- 17 razy: Chelsea
- 16 razy: Bristol City
- 14 razy: Charlton Athletic
- 11 razy: Millwall Lionesses
- 10 razy: Southampton Saints
- 9 razy: Leeds United, Manchester City
- 8 razy: Reading, Sunderland, Tranmere Rovers
- 7 razy: Brighton & Hove Albion, Ilkeston Town
- 6 razy: Aston Villa, Fulham, Notts County
- 5 razy: Wembley, West Ham United
- 4 razy: Blackburn Rovers, Manchester United, Tottenham Hotspur
- 3 razy: Ipswich Town, Watford, Wimbledon
- 2 razy: Barry Town, Bradford City, Cardiff City, Leicester City, Maidstone Tigresses, Nottingham Forest, Wolverhampton Wanderers, Yeovil Town
- 1 raz: Berkhamsted Town, Bristol City (90's), Bronte